# AUBEMA Maschinenfabrik GmbH
AUBEMA Maschinenfabrik GmbH — німецьке гірничомашинобудівне підприємство. AUBEMA Crushing Technology є частиною Sandvik Group зі штаб-квартирою в Сандвікені, Швеція, з початку 2008 року і входить до підрозділу Sandvik Mining and Construction.
Виробляє щокові, валкові та конусні дробарки, ударно-відбивні та молоткові млини, вібромлини, роликові грохоти. Aubema Maschinenfabrik GmbH базується в Німеччині виробляє також багатовалкові дробарки та кульові млини. Спеціалізоване обладнання, яке може бути використовується в первинних і вторинних ситуаціях, включає регульовані решітки для урахування зносу робочих поверхонь.
AUBEMA Maschinenfabrik GmbH є однією з провідних компаній із виготовлення щоковоЇ дробарки.